# 제42회 카를로비바리 국제 영화제
제42회 카를로비바리 국제 영화제는 2007년 6월 29일에 열린 시상식이다.

## 수상 및 후보

### 대상(장편)
- 살인의 기억 - 발타자르 코루마쿠르 수상
- 엠프티스 - 얀 스베락 수상

### 심사위원특별상(장편)
- 럭키 마일 - 마이클 제임스 롤랜드 수상

### 감독상(장편)
- 부정적으로 생각하기 - 바르드 브레이엔 수상

### 여우주연상(장편)
- 푸도르 - 엘비라 민구에즈 수상

### 남우주연상(장편)
- Simple Things - Sergey Puskepalis 수상

### 심사위원특별언급(장편)
- Simple Things - Leonid Bronevoy 수상

### 다큐멘터리상(30분이하)
- Artel - Sergei Loznitsa 수상

### 다큐멘터리상(30분이상)
- Lost Holiday - Lucie Králová 수상

### 심사위원특별언급(다큐멘터리)
- Teodors - 라일라 파칼니나 수상
- 극성 모기와 그 밖의 이야기들 - 안드레이 파우노프 수상

### East of the West부문(장편)
- 아르민 - 오그넨 스빌리치츠 수상
- 캘리포니아 드리밍 - 크리스티앙 네메스쿠
- 클래스 - 일마르 라그
- 다크 디어 - 비에스투어 카이리스
- Facing the Enemy - Patrik Lančarič
- Facing Up - Przebacz
- 자유로운 배회 - 보리스 흘레브니코프
- 해피 뉴 라이프 - 아르파드 보그단
- Hope - 스타니슬라브 문차
- Horror Which Is Always with You - Arkadiy Yakhnis
- Kek (Ballade of The Forgotten Years) - Damir Manabai
- 거짓의 법칙 - 로베르트 세들라체크
- Stop Revolution - Ivan Kravchyshyn
- 트랩 - Srdjan Golubovic
- Upside Down - Igor Ivanov

### East of the West부문(심사위원특별상)
- Which Way Today - Rangel Valchanov

### East of the West부문(심사위원 특별언급)
- 클래스 - 일마르 라그 수상

### 관객상
- 엠프티스 - 얀 스베락 수상

### 유럽영화상
- Simple Things - Alexey Popogrebsky 수상

### 에큐메니칼 심사위원상
- 클래스 - 일마르 라그 수상

### 영화제 위원장상
- 대니 드비토 수상
- 브제티슬라브 포야르 수상

### 공식부문-경쟁
- 엠프티스 - 얀 스베락
- 포도나무를 베어라 - 민병훈
- Savior's Square - 크지슈토프 크라우제
- Simple Things - Alexei Popogrebsky

### 프록시마 경쟁
- 내가 찍은 그녀는 최고의 슈퍼스타 - 톰 디칠로

### 특별상영
- 4개월, 3주... 그리고 2일 - 크리스티안 문주
- 추방 - 안드레이 즈비아긴체프
- 숨 - 김기덕
- 잠수종과 나비 - 줄리앙 슈나벨
- 트러블 위드 로맨스 - Fatih Akin
- 수입/수출 - 울리히 사히들
- 미스터 론리 - 하모니 코린
- 모가리의 숲 - 가와세 나오미
- 형은 외아들 - 다니엘레 루체티
- 센토치오디 - 에르마노 올미
- 밀양 - 이창동
- 유, 더 리빙 - 로이 앤더슨

### 다큐멘터리 경쟁부문
- 라 안테나 - Esteban Sapir
- Anna - Helena Stefansdottir
- The Big Bad Swim - Ishai Setton
- 본 앤 브레드 - 파블로 트라페로
- 버니 초우 - 존 바커
- 꿈의 동지들 - 울리 가울케
- Señas particulares - Kenya Márquez
- DMZ - 시모유까 뤼뽀 외 1명
- 드라마/멕스 - 헤랄도 나란요
- Dummy - Diederik van Rooijen
- 코끼리와 바다 - 우밍진
- 이토록 뜨거운 순간 - 에단 호크
- 하운드 - 안 크리스틴 라이엘스
- 하우 이즈 유어 피시 투데이? - 구오 시아루
- Chicha tu madre - Gianfranco Quattrini
- 사랑은 이긴다 - 천추이메이
- 마돈넨 - 마리아 스페트
- 마인트라스 탄토 - 디에고 레만
- My Mother Learns Cinema - Nesimi Yetik
- 핑퐁 - 마티아스 루트하르트
- 여우비 - 호 유항
- The Saddest Boy in the World - Jamie Travis
- 세비지 그레이스 - 톰 칼린
- 슈뢰더의 멋진 세계 - 미카엘 쇼르
- 스마일리 페이스 - 그렉 아라키
- 스니퍼 - 바비 피어스
- 미필적 고의에 의한 여름휴가 - 스테판 크로머
- Truck Stop Grill - Daniel Seideneder
- 언파리쉬트 - 피아 마라이스
- Qui sommes-nous? - Béatrice Pollet
- Zen Through Garbage - Asko Kase

### 수평선부문
- 4 엘리먼트 - 지스카 리켈스
- Butterfly - Pablo Garcia
- The First Stop - Shukhrat Makhmudov
- Garbage Warrior - Oliver Hodge
- I Go Where I Want - Olga Špátová
- 극성 모기와 그 밖의 이야기들 - 안드레이 파우노프
- My Dear Republic - Elisabeth Scharang
- 내 아이는 저것을 그릴 수 있었다 - 아미르 바-레브
- Neo-Lounge - Joanna Vasquez Arong
- 레퀴엠 포 빌리 더 키드 - 앤 페인실버
- Stone Time Touch - Gariné Torossian
- Theodore - 라일라 파칼니나
- 우쿠 우카이 - 아우드리어스 스토니스

### 독립영화 포럼부문- 알란 루돌프 헌정
- 엔젤 - 프랑소와 오종
- 애니 레보비츠: 렌즈를 통해 들여다본 삶 - 바바라 레보비츠
- 어웨이 프롬 허 - 사라 폴리
- 배드 페이스 - 로쉬디 젬
- 세브린느, 38년 후 - 마뇰 드 올리베이라
- 본 이퀄 - 도미닉 세비지
- 카운터페이터 - 슈테판 루조비츠키
- Damage - 에이슬링 월쉬
- 다라트 - 마하마트 살레 하룬
- 도취 - 이반 비리파에프
- 팩토리 걸 - 조지 하이켄루퍼
- 페이 그림 - 할 하틀리
- 빨간 풍선 - 허우 샤오시엔
- 황금의 문 - 에마누엘 크리알리스
- 하나 - 고레에다 히로카즈
- 아이들와일드 - 브라이언 바버
- 인랜드 엠파이어 - 데이빗 린치
- 인터뷰 - 스티브 부세미
- 이리나 팜 - 샘 가바르스키
- 오스트로브 - 파벨 룽긴
- 레이디 채털리 - 파스칼 페랑
- The Last Train - 데이너 바브로바
- Lola - Javier Rebollo
- 정맥주사 - 모흐센 압돌바합 외 1명
- 미스 포터 - 크리스 누난
- 나의 친구, 그의 아내 - 신동일
- 낙천주의자들 - 고란 파스칼레비치
- 디 아더 - 아리엘 로테르
- 페넬로프 - Mark Palansky
- Le pressentiment - 장 피에르 다루생
- 마음 - 알랭 레네
- 사유재산 - 조아킴 라포스
- 스틸 라이프 - 지아장커
- 테힐림 - 라파엘 나쟈리
- 투야의 결혼 - 왕취엔안
- 비너스 - 로저 미첼

### 비평가 추천부문
- Reminiscences - Ivan Vojnár
- The Violin Knight - Pavel Marek
- 보르가 - 네넷의 길 - 즈데넥 노보트니-브리츠코프키

### 신작부문 - 유망작
- 앨리스의 집 - 치코 테이세이라
- 투어리스츠 - 로버트 탈헤임
- August the First - Lanre Olabisi
- 밴드 비지트 - 에란 콜리린
- 경쟁자 - Rodrigo Cortes
- 마지막 미친 사람 - 로랑 아샤르
- 드림 오브 더스트 - 로렌트 샐게스
- 에그 - 세미 카플라노글루
- 영원한 여름 - 레스티 첸
- 무화과의 얼굴 - 모모이 가오리
- Footsteps - Suman Ghosh
- 포에버 네버 애니웨어 - 안토닌 스보보다
- 입양아 - 브리얀테 멘도사
- Franz Kafka's A Country Doctor - 야마무라 코지
- 겁쟁이라도, 슬픈 사랑을 보여줘 - 요시다 다이하치
- 칠드런 - 라그나 브라가손
- 조 스트럼머 - 줄리엔 템플
- 존 레논 죽이기 - 앤드류 피딩턴
- 마크 오브 케인 - 마크 먼든
- 모너스터리 - 페르닐레 로제 그론자에르
- My Brother Is Getting Married - Jean-Stéphane Bron
- My Name Is Juani - 비가스 루나
- 예의없는 것들 - 박철희
- 노이즈 - 매튜 세빌
- One Out of Two - Eugenio Cappuccio
- 페어런트 - 라그나 브라가손
- Pink - Alexandros Voulgaris
- 무지개 여신 - 쿠마자와 나오토
- 마라도나를 찾아서 - 카를로스 소린
- 아들들 - 에릭 리츠터 스트랜드
- That Special Summer - 난나 훌맨
- 디스 이즈 잉글랜드 - 셰인 메도우스
- 트레이시: 파편들 - 브루스 맥도널드
- 비베레 - 앙겔리나 마카로네

### 제리 샤츠버그 헌정
- E - 브제티슬라브 포야르
- The Animal Lover - 브제티슬라브 포야르
- Antidarwin - 브제티슬라브 포야르
- 사과 아가씨 - 브제티슬라브 포야르
- 발라블록 - 브제티슬라브 포야르
- Bomb-Manie - 브제티슬라브 포야르
- The Dog's Fiddles - 브제티슬라브 포야르
- 술은 안돼! - 브제티슬라브 포야르
- The Lion and the Song - 브제티슬라브 포야르
- The Little Umbrella - 브제티슬라브 포야르
- Nightangel - 브제티슬라브 포야르
- 연설이 곧 시작됩니다 - 브제티슬라브 포야르
- That Great Fog - 브제티슬라브 포야르
- The Word of the Cats - 브제티슬라브 포야르
- You Don't Sniff Round Princesses - 브제티슬라브 포야르